# Bundesstraße 98
Die Bundesstraße 98 (Abkürzung: B 98) ist eine Bundesstraße im Bundesland Sachsen in Deutschland. Sie beginnt in Zeithain an der B 169 und endet mit dem Teilabschnitt 1 in Laußnitz an der B 97. Mit dem Teilabschnitt 2 beginnt sie bei Bischofswerda an der A 4 und endet in Oppach an der B 96.

## Östlicher Abschnitt
Dieser Teil begann ursprünglich direkt auf dem Bischofswerdaer Altmarkt, später an der Dresdner Straße im westlichen Stadtgebiet.

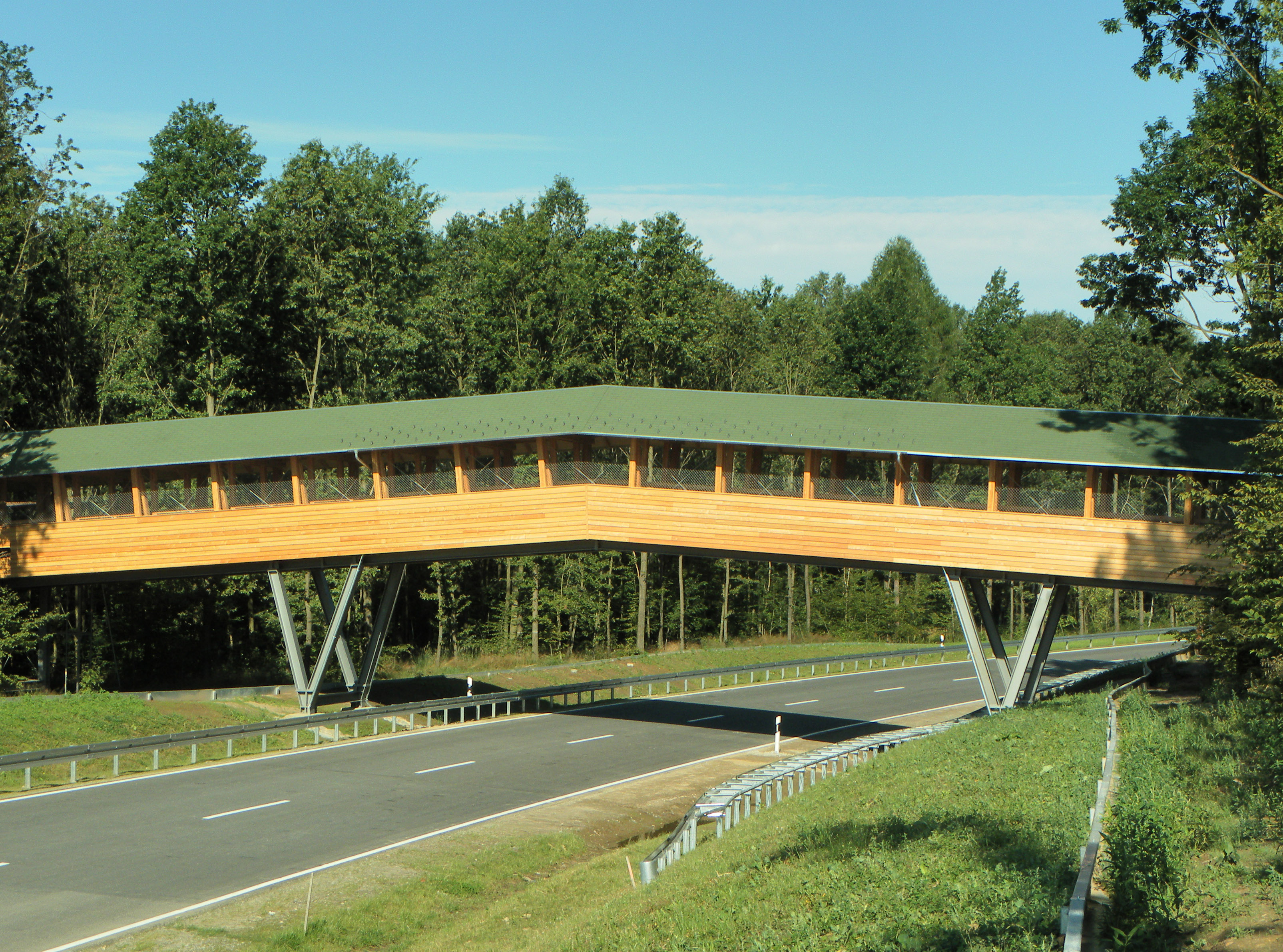
Fuß-/Radwegbrücke über die südwestliche Ortsumfahrung von Bischofswerda

Seit den 2000er Jahren wird abschnittsweise eine Nord-Süd-Verbindung Bernsdorf–Sebnitz geschaffen, wodurch die A 13 an der Anschlussstelle Ruhland über die A 4 (AS Burkau) mit der Sächsischen Schweiz verbunden werden soll. Die Trasse wurde großteils ortsfern neu gebaut. Der nördliche und längste Abschnitt bis zur A 4 ist als S 94 gewidmet. Der drei Kilometer lange Abschnitt von Rammenau bis zur B 6 westlich von Bischofswerda wurde am 21. Dezember 2011 für den Verkehr freigegeben und hat etwa sechs Millionen Euro gekostet. Der Anschluss an die B 6 ist kreuzungsfrei gestaltet. Der drei Kilometer lange Abschnitt von dort bis Niederputzkau wurde am 30. Juli 2010 als B 98 freigegeben und dadurch die Bundesstraße aus der Stadt Bischofswerda herausgenommen. Aufgrund mehrerer Brückenbauwerke kostete dieses kurze Stück 14 Millionen Euro.
Während die Umgehungsstraße als S 156 weiter Richtung Süden führt, zweigt die B 98 heute bei Niederputzkau nach Osten ab. Sie verläuft durch das Lausitzer Bergland fast durchgehend innerhalb geschlossener Ortschaften und trägt nicht den Charakter einer Fernstraße. Im Verlauf wird dreimal die Bahnstrecke Bischofswerda–Zittau gekreuzt: Durch das Eisenbahnviadukt in Putzkau sowie mittels Bahnübergängen in Neukirch und Sohland.
In den 2000er und frühen 2010er Jahren gab es Erklärungen der sächsischen Straßenbauverwaltung, die B 98 zwischen Bischofswerda und Steinigtwolmsdorf über die S 156 (Verbindung Bischofswerda – Neustadt in Sachsen) und die S 154 (die so genannte Hohwaldstraße Neustadt in Sachsen – Steinigtwolmsdorf) zu führen. Die Aussagen wurden in 2014 nicht mehr bestätigt.